# Мистра-Аутекс
Акционерное общество «Ми́стра-А́утекс» (эст. AS Mistra-Autex) — предприятие лёгкой промышленности Эстонии. Создано в 1986 году на базе одного из подразделений Таллинского научно-производственного объединения нетканых материалов «Мистра», которое было одним из ведущих предприятий СССР в своём виде деятельности.

## История предприятия

### В Советской Эстонии
1 октября 1960 года при Министерстве лёгкой промышленности эстонской ССР было основано конструкторское бюро. Для внедрения в жизнь разработанных им иглопробивных технологий 15 июня 1965 года на базе Льняной фабрики в Вяндра была открыта производственная лаборатория.
1 апреля 1978 года на базе Конструкторского бюро Министерства лёгкой промышленности было основано Таллинское Научно-производственное объединение нетканых материалов «Мистра», которое было единственным научно-производственным объединением в лёгкой промышленности Советского Союза.
В состав НПО входили конструкторское бюро, как головное предприятие в Таллине, и экспериментальные фабрики в Вяндра и Вильянди.
В НПО «Мистра» велись научные изыскания в области техники и технологии изготовления нетканых материалов, в частности — геотекстильного нетканого полотна, нетканого многослойного войлока и др. В технологических процессах производства ковровых покрытий использовались как собственные разработки, так и открытия других предприятий и научных учреждений в области производства нетканых материалов. У предприятия установились тесные контакты с эстонским Институтом полимерных материалов, которым руководил Анти Викна (Anti Viikna). А кафедра технологии текстильной промышленности Таллинского Политехнического Института одно время даже располагалась в здании «Мистра» на улице Лаки в Таллине.
Численность работников НПО «Мистра» по состоянию на 1 января 1979 года составляла 831 человек.
9 января 1986 года в Раазику была создана экспериментальная фабрика, производившая ковровые покрытия для автомобильной промышленности СССР. Этот год АО «Мистра-Аутекс» считает годом своего основания. Технологическое оборудование для фабрики было комплексно закуплено в 1984 году в Японии. Вплоть до отделения Эстонии от Советского Союза и далее, до 1999 года включительно, предприятие поставляло комплекты ковровых покрытий для салона и багажного отделения автомобилей крупнейшим автозаводам РСФСР, таким как «Лада» (Тольятти), «Москвич» (Москва) и «ГАЗ» (Нижний Новгород).

#### История названия «Мистра»
Первоначальным вариантом названия НПО было «Мива». 5 октября 1977 года директор конструкторского бюро А. Силлаотс (A. Sillaots) отослал письмо о согласовании названия в Институт эстонского языка и литературы при Академии наук Эстонской ССР: "В связи с ходатайством о переименовании Конструкторского бюро Министерства лёгкой промышленности ЭССР в Научно-производственное объединение просим Вас с лингвистической точки зрения рассмотреть присваиваемое объединению название — Таллинское Научно-производственное объединение нетканых материалов «Мива».
Пришедшему письму 6 октября 1977 года дала собственноручную резолюцию старший сотрудник сектора терминологии и культуры речи Института языка и литературы Тийу Эрельт (Tiiu Erelt): «Название производственного объединения лингвистически корректно. На слух „Мива“ довольно мягкое слово, можно было бы рассмотреть другие варианты, например, „Митва“». На следующий день, 7 октября 1977 года, начальник сектора организации управления и правового обслуживания НПО М. Лохк (M. Lohk) подвёл итог дополнительного согласования названия: «Название объединения „Мистра“ согласовано со старшим научным сотрудником сектора терминологии и культуры речи Института языка и литературы тов. Эрельт. Согласно мнению эстонского Института языка и литературы, название «Мистра» по звучанию является подходящим как на русском, так и на эстонском языке. Выбор названия обоснован, так как означает разработанное Конструкторским бюро изделие, которое известно как в республике, так и в пределах всего СССР, а также неоднократно экспонировалось на зарубежных выставках».

### В Эстонской республике
После отделения Эстонии от Советского Союза НПО «Мистра» было преобразовано в государственное акционерное общество.
Своей основной целью ГАО «Мистра» установило вывести качество своей продукции на мировой уровень и продавать её как в Европе, так и в других регионах, не теряя крупных потребителей в России и Белоруссии. В ассортименте выпускаемой продукции были: иглопробивные ковровые покрытия, автомобильные коврики, текстиль для интерьера, напольные ковровые покрытия, покрытия для теннисных кортов, иглопробивные подкладочные ткани для швейной промышленности, текстильные основания для линолеума, фильтровальный материал, иглопробивные настенные покрытия, полученные экструзионным методом материалы для швейной промышленности (клеевая сеть, клеевая ткань), термически связанные материалы для швейной промышленности и технических нужд, подушки и прошитые одеяла с волоконным наполнителем.
29 мая 1991 года из ГАО «Мистра» выделили дочерние акционерные общества «Мистра-Та» (эст. RAS Mistra-Ta) в Вяндра, «Мистра-Вива» (эст. RAS Mistra-Viva) в Вильянди и «Мистра-Аутекс» (эст. RAS Mistra-Autex) в Раазику. 30 апреля 1992 года из состава ГАО «Мистра» выделилось предприятие «Мистра-Тафт» (эст. RAS Mistra-Taft), которое затем было реорганизовано в ГАО «Вендре» (эст. RAS Wendre).
C 1993 года ГАО «Мистра-Аутекс» перешло в частную собственность и стало носить название АО «Мистра-Аутекс» (эст. AS Mistra-Autex). В том же году на предприятии было установлено новое производственное оборудование, и оно вышло на внешние рынки. C 6 сентября 1996 года по 31 октября 2000 года предприятие носило название АО «Хиднеллум» (эст. AS Hydnellum), затем вернуло прежнее название.
В начале 1990-х годов на предприятии работало около 130 человек, оборот составлял 5 миллионов евро.
В 1999 году были закуплены и установлены тафтинговые машины, и с этого времени предприятие производит иглопробивные ковры, рулонные и формованные ковровые изделия для большинства крупнейших поставщиков автомобильной промышленности в Европейском Союзе и Великобритании.
В 2000 году было закуплено оборудование для формовки ковровых покрытий при низком давлении.
В 2005 году руководство Mistra-Autex выкупило предприятие у частных инвесторов.
В настоящее время Mistra-Autex производит коврики и материалы для внутренней обивки салонов автомобилей Volvo, Volkswagen, BMW, Range Rover, Jaguar, Mercedes Benz R-класса, Mercedes Benz SL500 Cabrio и V-класса. 95 % выпускаемой продукции потребляется автомобильной промышленностью. Наряду с этим, предприятие выпускает рулонные ковры, ковровые системы для грузовиков и промышленных машин, напольные маты, ковры для выставок, мебельные системы, технический войлок, пластиковые изделия, изделия для обувной промышленности, а также оказывает такие услуги, как КИМ-измерения и лабораторные тесты.

#### Основные показатели предприятия
Торговый оборот:
| Год  | 2015       | 2016         | 2017         | 2018         | 2019         | 2020         | 2021         | 2022         |
| ---- | ---------- | ------------ | ------------ | ------------ | ------------ | ------------ | ------------ | ------------ |
| Евро | 21 106 969 | ↗ 24 169 403 | ↗ 26 929 154 | ↘ 26 757 607 | ↘ 26 264 911 | ↘ 21 162 508 | ↗ 22 821 403 | ↗ 23 168 757 |

Численность работников:
| Дата | 30.09.2018 | 30.06.2019 | 30.06.2020 | 31.03.2021 | 31.03.2022 | 30.09.2023 |
| ---- | ---------- | ---------- | ---------- | ---------- | ---------- | ---------- |
| Чел. | 283        | ↘ 280      | ↘ 255      | ↘ 248      | ↘ 234      | ↘ 229      |

Средняя брутто-зарплата:
| Год  | 2015 | 2016   | 2017   | 2018   | 2019   | 2020   | 2021   | 2022   | 2023   |
| ---- | ---- | ------ | ------ | ------ | ------ | ------ | ------ | ------ | ------ |
| Евро | 1152 | ↗ 1299 | ↗ 1373 | ↗ 1391 | ↗ 1504 | ↘ 1485 | ↗ 1653 | ↗ 1816 | ↗ 2135 |